# Heřmanova Huť
Heřmanova Huť (německy Hermannshütte) je obec v okrese Plzeň-sever v Plzeňském kraji. Leží 21 kilometrů západně od Plzně. Centrum obce leží v části Vlkýš. Celkem v obci žije přibližně 1 900 obyvatel.

## Historický přehled
Obec Heřmanova Huť vznikla roku 1954 sloučením tří bývalých obcí, jimiž jsou Vlkýš, Dolní Sekyřany a Horní Sekyřany. K 3. prosinci 2018 vznikla evidenční část Vlkýš I, která zahrnuje původní vesnici Vlkýš. Samotný název Vlkýš zůstal od toho data centrální části Heřmanovy Huti.

## Obyvatelstvo
| Rok            | 1869  | 1880  | 1890  | 1900  | 1910  | 1921  | 1930  | 1950  | 1961  | 1970  | 1980  | 1991  | 2001  | 2011  | 2021  |
| -------------- | ----- | ----- | ----- | ----- | ----- | ----- | ----- | ----- | ----- | ----- | ----- | ----- | ----- | ----- | ----- |
| Počet obyvatel | 3 134 | 4 174 | 3 701 | 3 081 | 2 824 | 2 755 | 2 638 | 1 744 | 1 803 | 1 810 | 1 860 | 1 745 | 1 755 | 1 755 | 1 725 |
| Počet domů     | 169   | 273   | 294   | 309   | 310   | 312   | 338   | 359   | 308   | 293   | 275   | 316   | 331   | 331   | 392   |

## Obecní správa

### Části obce
- Dolní Sekyřany
- Horní Sekyřany
- Vlkýš
- Vlkýš I

V letech 1960–1992 k obci patřily i Hněvnice a od 1. ledna 1976 do 23. listopadu 1990 také Lochousice.

### Obecní symboly
Znak a vlajka byly obci uděleny rozhodnutím předsedy Poslanecké sněmovny Parlamentu České republiky dne 9. dubna 2002.

## Pamětihodnosti
- Kostel svatého Martina v Horních Sekyřanech[12]

## Osobnosti
- Josef Antonín Jíra (1868–1930), archeolog

## Další fotografie

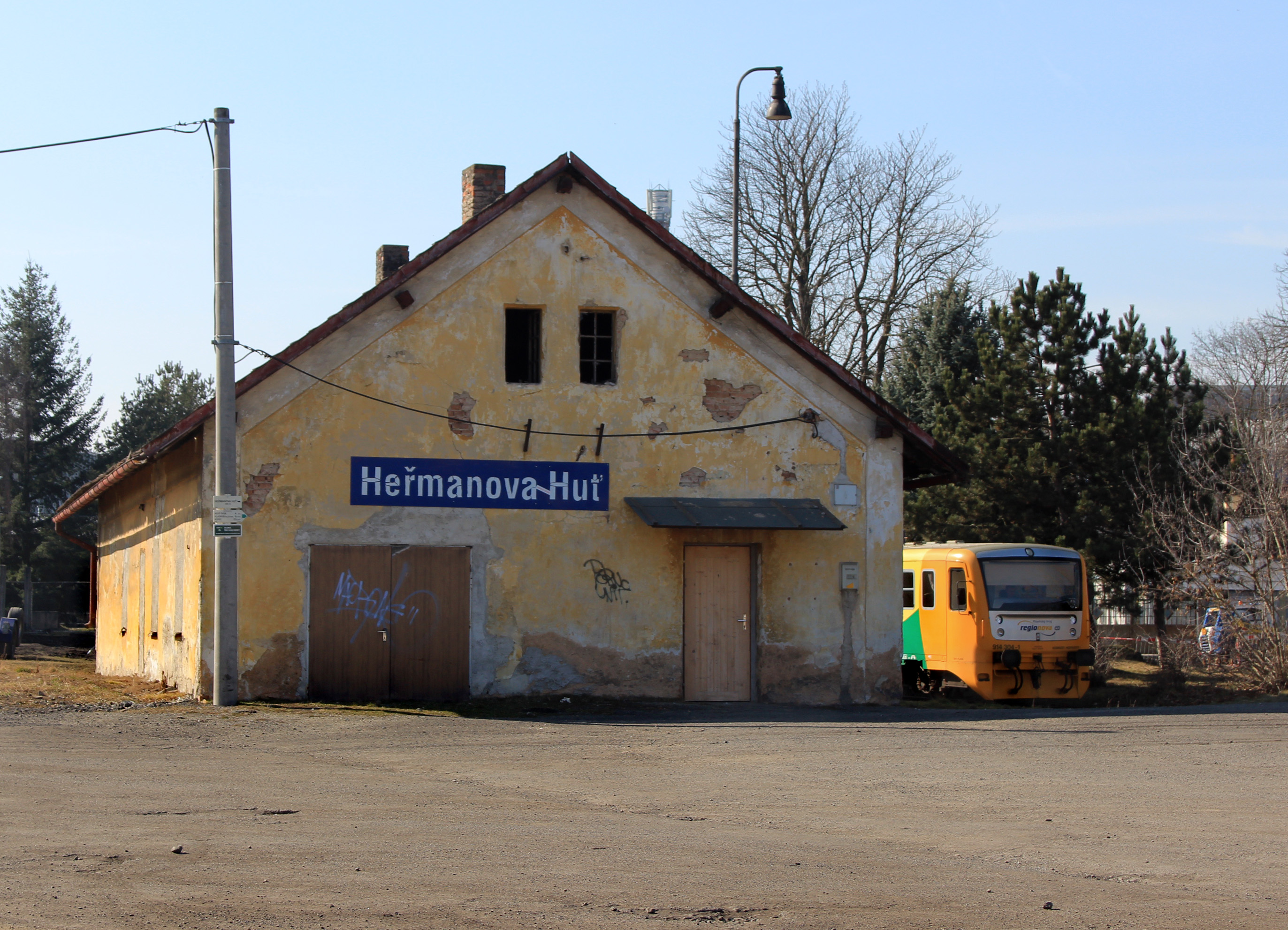
Nádraží
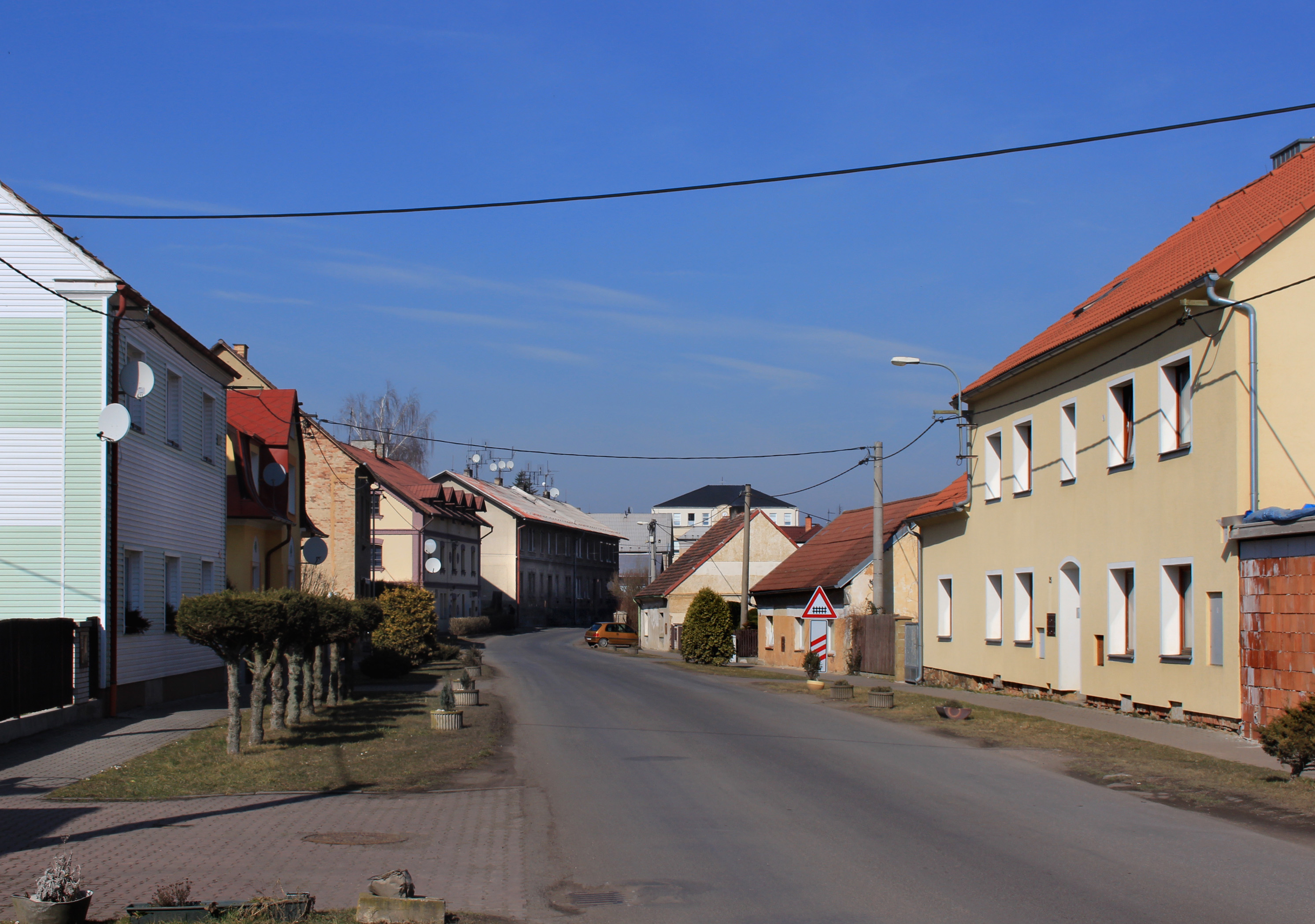
Revoluční ulice – hlavní třída
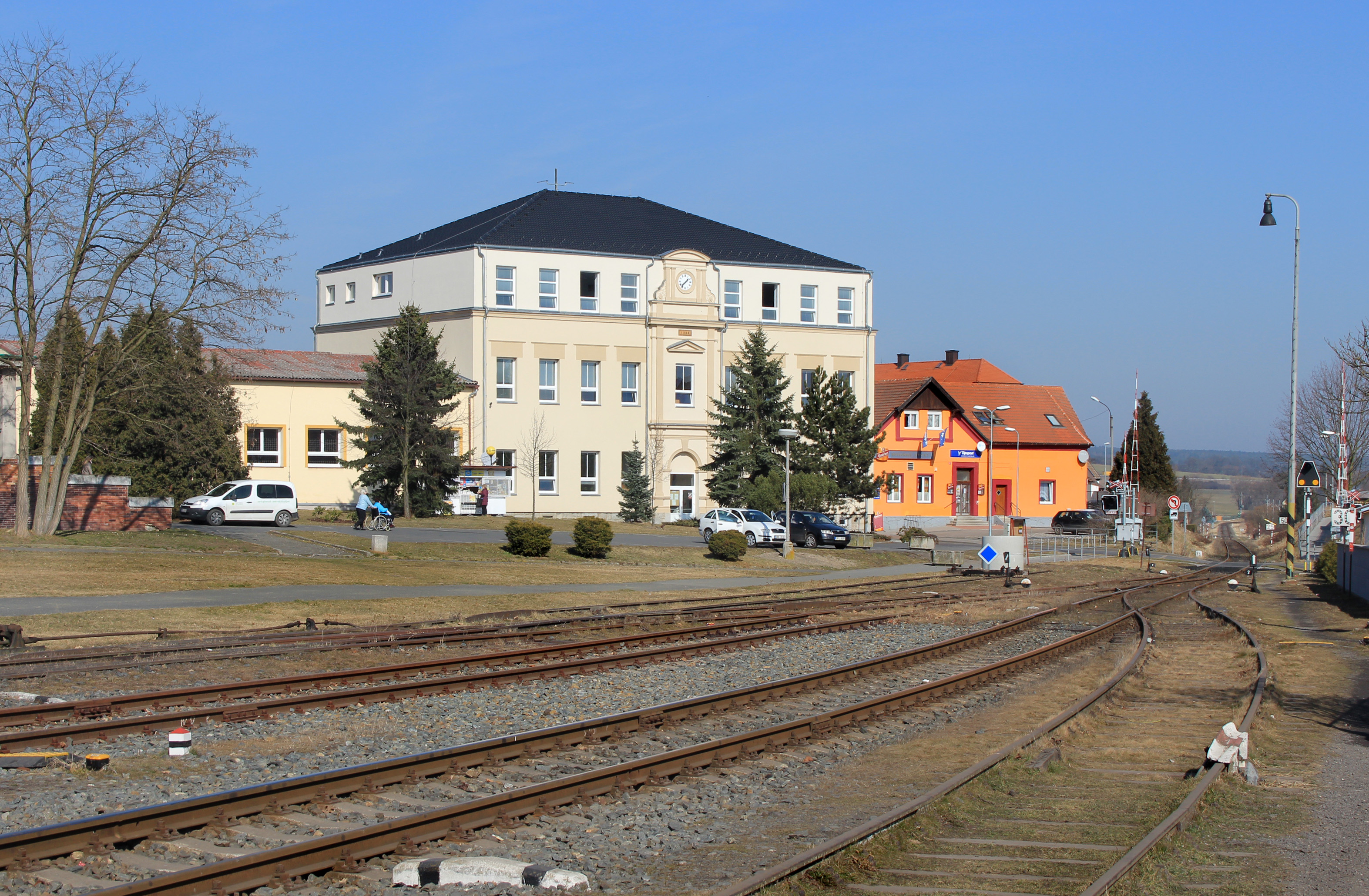
Základní škola u nádraží
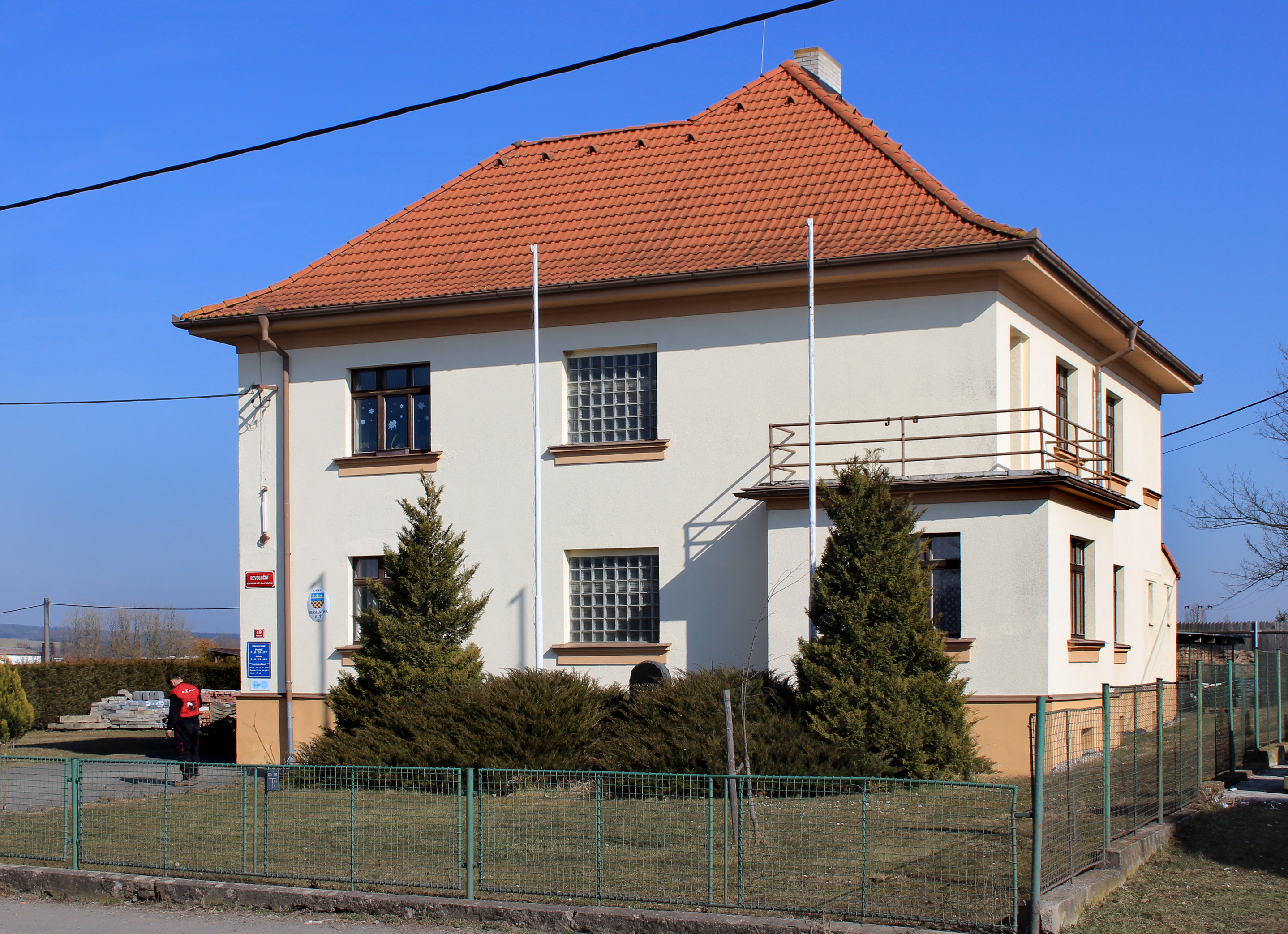
Obecní úřad